# 里弗魯日 (密歇根州)
里弗魯日（英語：River Rouge）是一個位於美國密歇根州韋恩縣的城市。

## 人口
根據2020年美國人口普查的數據，里弗魯日的面積為8.41平方千米，當中陸地面積為6.87平方千米，而水域面積為1.54平方千米。當地共有人口7224人，而人口密度為每平方千米859人。